# Эссен-Альтендорф

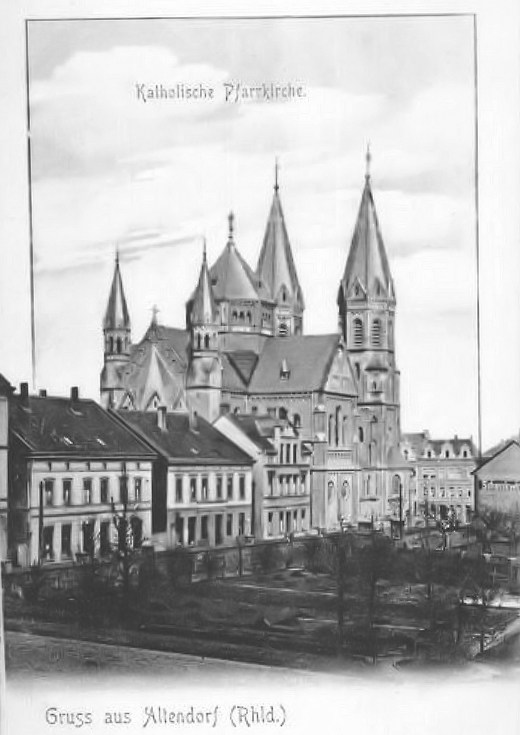
Собор Альтендорфа в 1901 году

Альтендорф (нем. Altendorf; рус. Старая деревня) — с 1901 года административный район на западе города Эссен (Северный Рейн-Вестфалия, Германия). До 1901 года Альтендорф был самостоятельным объединением населённых пунктов в Райнланде (Rheinland) во главе с бургомистром. На юге Эссена существовала община с таким же названием, которая после слияния с городом получила название Бургалтендорф (Burgaltendorf).

## История

### Ранняя история
На месте современного Альтендорфа в VIII веке находились деревня, делившаяся на Верхнюю (Обердорф, Oberdorf) и Нижнюю (Унтердорф, Unterdorf), объединённых общим названием «Старая деревня» (Altendorf). В Нижней деревне располагался верховный двор Эренцель (Ehrenzell), находившийся в собственности Франкского государства. Он был основан около 800 года на «Светлой дороге» (Хельвег, Hellweg) и впервые упомянут в дарственном документе императора Оттона I. С той поры он перешёл в собственность женского штифта Эссен. Верховному двору Эренцель подчинялись 56 других дворов, располагавшихся в пределах современных городских территорий Эссен, Мюльхайм-ан-дер-Рур и Оберхаузен. Они подвергались налогообложению.
В 1220 году Альтендорф упоминается как Альтендорп и представляет из себя часть имений фогта графа Фридриха Изенбергского (Friedrich von Isenberg). Крестьянское хозяйство Альтендор упоминается вместе с хозяйствами Фронхаузен (Frohnhausen) и Хольстернхаузен (Holsternhausen) в совокупности как единый земельный субъект хозяйственной деятельности.
В 1689 году усадьба Эренцель меняет собственника и по имени нового вассала переименовывается во Филипсенбург (Philipsenburg).

### Индустриализация
Уже в 1575 году упоминается первая шахта района под названием «Шахта Объединённого Хагенбека» (Цехе Ферайнигте Хагенбек, Zeche Vereinigte Hagenbeck). С началом индустриализации Альтендорф, вместе с соседним районом Вестфиртель (Westviertel), где был построен стателитейный завод Круппа, превратился в шахтно-металлургический промышленный центр. В районе Альтендорфа среди других добывали уголь шахты «Шёлерпад» (Schölerpad) (пробивавшая штольни уже с 1678 года), «Елена-Амалия» (Helene-Amalie) и «Объединённая Зельцер-Нойак» (Vereinigte Sälzer & Neuack). Шахта «Елена-Амалия», названная так в честь Елены Амалии Крупп, считается одной из самых ранних мергельных шахт Рурской области, а шахта «Объединённая Зельцер-Нойак» — первой шахтой глубокого заложения.
В XIX веке, в результате быстрого развития фабрик Круппа, ускоренными темпами начало расти населения Альтендорфа. В 1874 году Альтендорф был официально оформлен как административная территориальная община и эта община оказалась крупнейшей по населению общиной Пруссии. На востоке Альтендорфа в 1871 году фирмой Крупп была заложена рабочая колония Кроненберг (Kronenberg) — один из первых рабочих посёлков Круппа. Он был рассчитан на 1500 единиц жилья и простирался от Альтендорфской улицы (Altendorfer Straße) на севере до железнодорожного вокзала Альтендорф-Кроненберг (Altendorf-Kronenberg) на юге. Вокзал, ныне называемый «Эссен Вест» (Essen West) был открыт в 1862 году на новой магистрали Дуйсбург - Дортмунд (Бергско-Маркская железнодорожная компания, Bergisch-Märkischen Eisenbahn-Gesellschaft). Ещё один железнодорожный вокзал, названный «Альтендорф» и в 1907 году переименованный в «Эссен-Альтендорф», был открыт на новом ж. д. участке Мюльхайм-ан-дер-Рур - Хайсен (Mülheim (Ruhr)-Heißen) — Эссен-Норд (Essen Nord), запущенном в эксплуатацию Рейнской железнодорожной компанией (Rheinischen Eisenbahn-Gesellschaft) в 1866 году. После того, как в 1960 году на этом участке было прекращено пассажирское сообщение, а в 2002 году он был окончательно выведен из эксплуатации, в 2010 году по снятому железнодорожному полотну была проложена пешеходно-велосипедная дорожка.
После проведения секуляризации и создания новой административной структуры управления, Альтендорф в 1857 году вошёл в состав муниципалитета Борбек (Borbeck).
1 января 1874 года поселения Альтендорф, Фронхаузен и Хольстерхайзен были объединены в общину Альтендорф во главе со службой бургомистра (мэрией) (Bürgermeisteramt). Первым и, как оказалось, единственным бургомистром Альтендорфа стал Вильгельм Керкхоф (Wilhelm Kerckhoff). Первоначально мэрия размещалась в арендованном доме на улице Маргариты (Маргаретен-штрассе, Margarethenstraße) во Фронхаузене, но затем был куплен участок земли и началось строительство ратуши, которая вступила в строй 1 июля 1876 года. Сейчас о месторасположении ратуши напоминает только название улочки «Площадь Альтендорф» (Altendorfplatz) во Фронхаузене.
23 августа 1893 года через Альтендорф проследовал первый трамвай на электрической тяге по маршруту Борбек-Эссен.